# Hyazinthara
Der Hyazinthara (Anodorhynchus hyacinthinus) ist ein in Südamerika endemischer Papagei aus der Gattung der Blauaras (Anodorhynchus). Mit bis zu 1,3 kg Gewicht und einer Länge von bis zu einem Meter, ist der Hyazinthara der größte flugfähige Papagei der Welt.
Auf der roten Liste gefährdeter Arten des IUCN wird der Hyazinthara bereits seit 2016 als „gefährdet“ geführt. Der Bestand erwachsener Hyazintharas lag damals bei weniger als 4.300 Tieren.
Die weltweit größte Population lebt im Biosphärenreservat Pantanal.

## Beschreibung
Hyazintharas sind mit rund einem Meter Länge und mit einem Gewicht von 1,5 kg, selten auch bis 1,7 kg, die Papageienart mit der größten Körperlänge; vom Gewicht die zweitschwerste nach dem in Neuseeland beheimateten, flugunfähigen Kakapo. Das Gefieder ist einheitlich kobaltblau, die unbefiederte Haut um die Augen herum und am Unterschnabel leuchtend gelb. Diese Aras haben vier Zehen je Fuß. Durch die Zuhilfenahme ihres Schnabels sind sie gewandte Kletterer.

## Verbreitung und Habitat

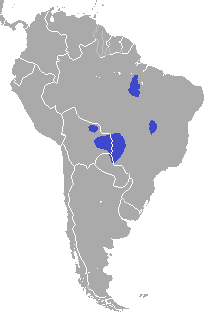
Verbreitungsgebiet (2011)

Die Großpapageien sind derzeit noch in drei Gebieten Brasiliens anzutreffen. Eine Population lebt im östlichen Amazonien, entlang der Flüsse Rio Xingu, Rio Tapajós und Tocantins und eine weitere ist in der Region Cerrado heimisch. Die größte weltweit Population gibt es jedoch in den Feuchtgebieten des Pantanal, im Bereich von Mato Grosso und Mato Grosso do Sul.
Hyazintharas bevorzugen Landschaften, die dem Auwald ähnlich sind, sogenannte Várzeas, sowie Savannen und Randgebiete des Regenwaldes.

## Nahrung

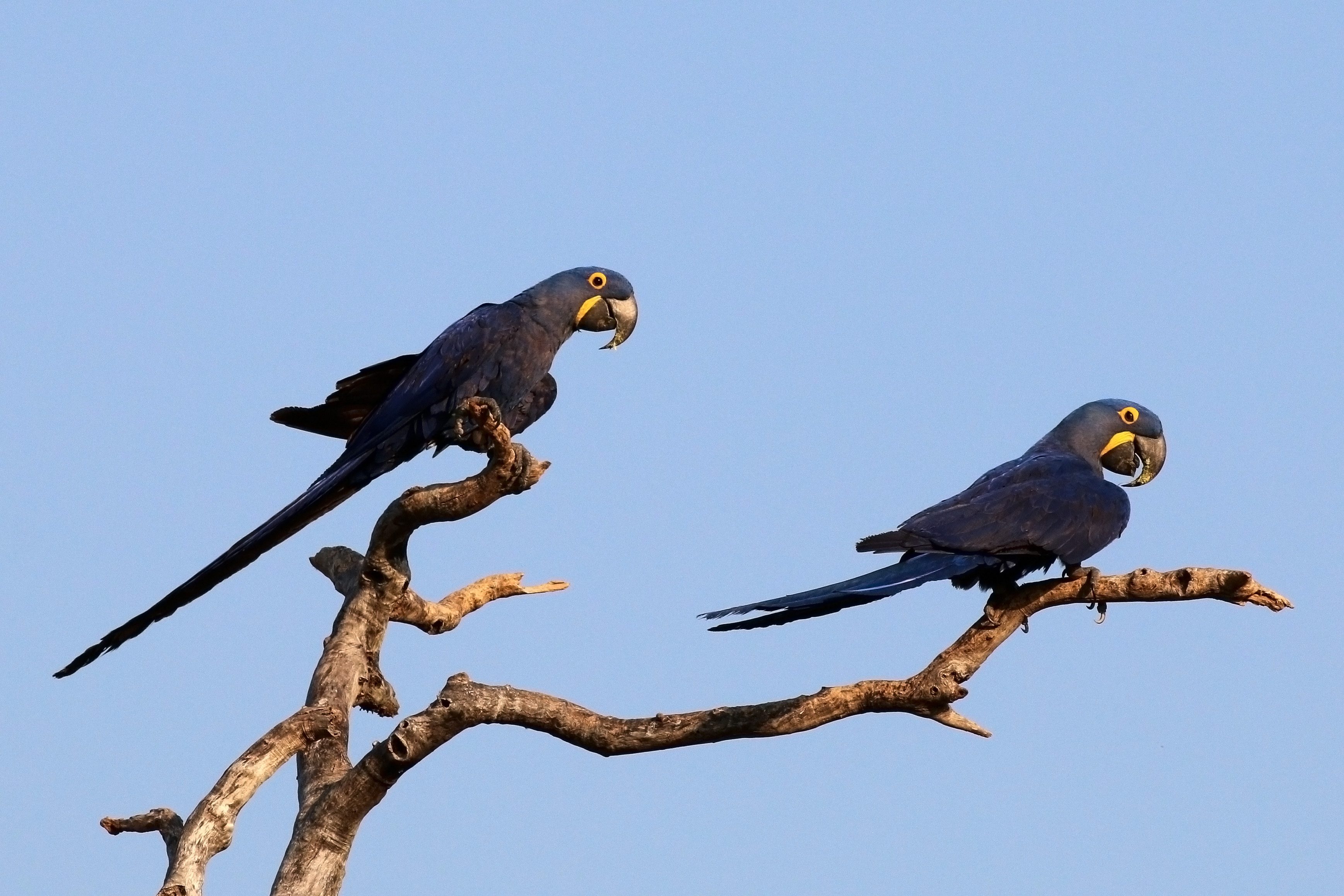
Frei lebende Hyazintharas

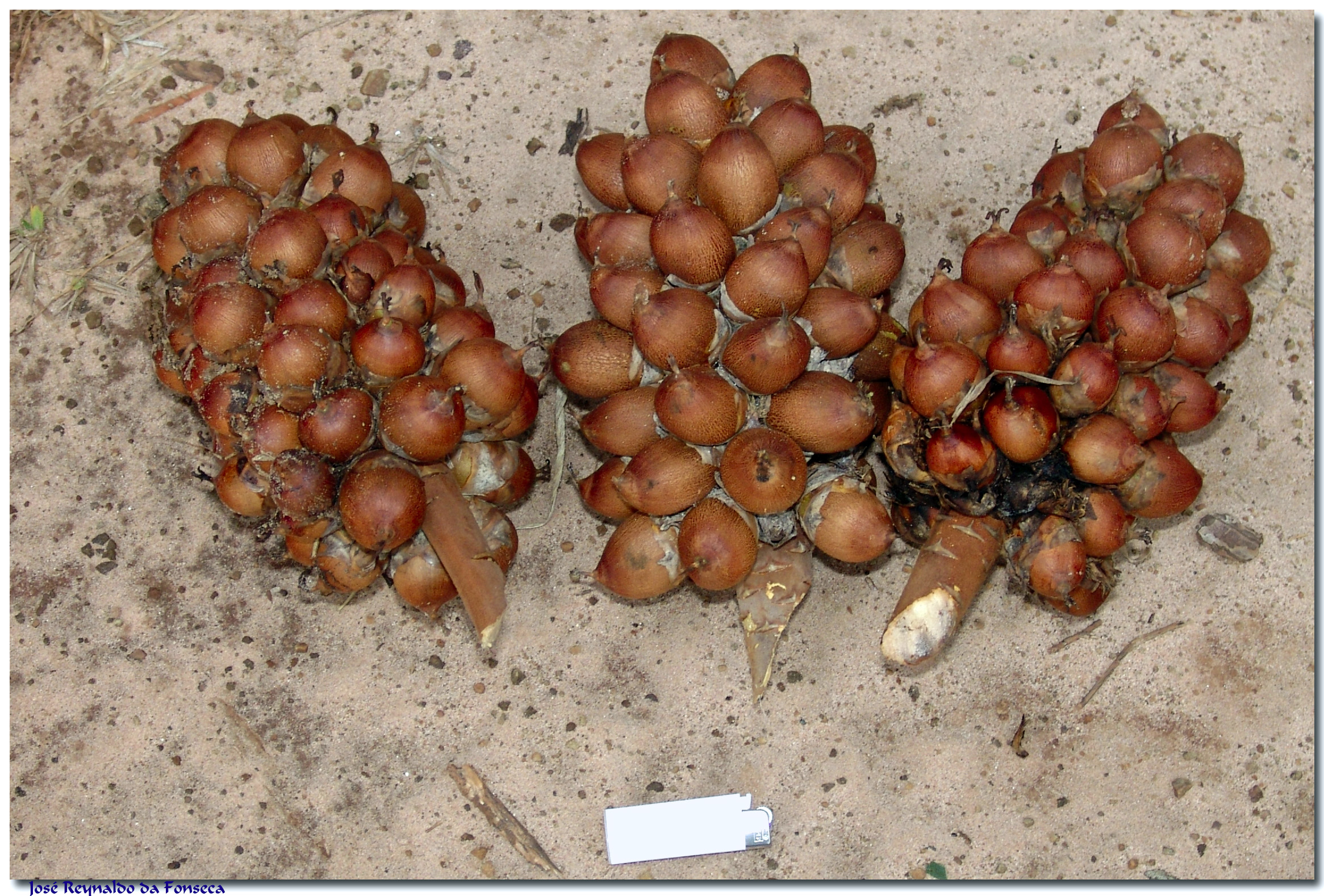
Um die harten Schalen seiner bevorzugten Nahrung zu knacken, braucht der Hyazinthara seinen großen Schnabel

Als Nahrungsspezialisten ernähren sich Hyazintharas fast ausschließlich von den harten Samen einiger endemischer Palmengewächsen wie Attalea und der Macauba-Palme.
Diese werden mit Hilfe des kräftigen Schnabels problemlos geknackt. Der Hyazinthara frisst vorwiegend in Bäumen, er pickt aber auch Fallobst und Nüsse vom Boden auf. Auf Nahrungssuche geht er in den Morgen- und Abendstunden.

## Fortpflanzung
Sie sind gesellige Vögel und leben in kleinen Familienverbänden, bestehend aus mehreren Paaren und deren Jungtieren.
Hyazintharas leben monogam und bleiben ein Leben lang zusammen.
Zwischen Juli und Dezember nisten die Brutpaare in großen Baumhöhlen, insbesondere von Manduvi-Bäumen oder Stinkbäumen. Das Gelege umfasst normalerweise zwei Eier, wobei in der Regel jedoch nur ein Jungtier flügge wird. Während der Brutzeit, die 28 bis 30 Tage beträgt, fällt fast jedes vierte Ei (24 Prozent) Nesträubern zum Opfer. Nach dem Schlupf bleiben die Nestlinge, die nackt und blind schlüpfen, für etwa 107 Tage im Nest. Die vollständige Trennung von den Eltern erfolgt erst nach 12 bis 18 Monaten.
Während der gesamten Brutzeit ist das Weibchen allein für das Gelege verantwortlich, während das Männchen sich um die Futtersuche kümmert. Die Jungtiere erreichen die Geschlechtsreife mit drei Jahren.
In Gefangenschaft liegt die Lebenserwartung bei bis zu 90 Jahren, in Freiheit bei rund 25 Jahren.

## Gefährdung
Der 2016 von der internationalen Naturschutzorganisation IUCN (International Union for Conservation of Nature) auf 4.300 ausgewachsene Vögel geschätzte Bestand ist weiter rückläufig. Der Vogel wird zwar aktuell nur als gefährdet eingestuft, es ist jedoch durch illegalen Wildfang und den Verkauf als Haustier stark dezimiert worden. In den 1980er Jahren wurden über 10.000 Hyazintharas gefangen, von denen etwa die Hälfte auf dem brasilianischen Markt verkauft wurde. Weitere Probleme sind die Ausbreitung menschlicher Siedlungen und Brandrodung (zum Schaffen von Anbau- oder Weideflächen).
Der internationale Handel wurde nach dem Washingtoner Artenschutzübereinkommen entsprechen CITES-Anhang I eingeschränkt.